# Scomberoides
Scomberoides is een geslacht van straalvinnige vissen uit de familie van horsmakrelen (Carangidae).
Het geslacht is voor het eerst wetenschappelijk beschreven in 1801 door Bernard Germain de Lacépède.

## Etymologie
De naam Scomberoides is afgeleid van het Latijnse scomber en het Oudgriekse εἶδος eídos. In het klassieke Latijn wordt met scomber, met als nevenvorm scombrus, verwezen naar de makreel. Het is een leenwoord uit het Oudgrieks voor de makreel, namelijk σκόμβρος skómbros. Het Oudgriekse εἶδος duidt op vorm of uiterlijk.. In samenstellingen in het Oudgrieks drukt εἶδος een overeenkomst uit met het eerste deel van het woord waarbij de (uitgangs)vorm -ειδής vertaald kan worden als -achtig of -vormig.
De samenstelling Scomberoides is echter niet volgens de samenstellingsregels van de klassieke talen gevormd. Zo is het eerste deel scomber Latijn en niet Oudgrieks zoals te verwachten valt bij samenstellingen waarbij het tweede deel van Oudgriekse herkomst is (εἶδος). Daarnaast is men ook uitgegaan van de nominativus scomber en niet van de stam scombr-, zoals onder andere af te leiden is van de genitivus scombri. Een vorm zoals Scombroides of Scrombrodes zou wel juist gevormd zijn.

## Soorten
- Scomberoides commersonnianus (Lacépède, 1801)
- Scomberoides lysan (Forsskål, 1775)
- Scomberoides tala (Cuvier, 1832)
- Scomberoides tol (Cuvier, 1832)